# Vunk
Vunk è una band rumena prevalentemente di genere rock.

## Storia
È stata fondata nel 1994 a Bucarest ma ha ufficialmente iniziato la carriera a partire dal 1999 sotto l'etichetta discografica MediaProMusic. Inizialmente il nome della band era Vank cambiato poi nell'attuale Vunk soltanto nel 2009.
Il loro primo concerto ha avuto luogo nell'ottobre del 1994 al Creanga Theatre. Dopo quattro anni di pausa il gruppo inizia la carriera con 4 singoli indipendenti fino a farsi conoscere in tutta la Romania, trasmettendo i loro brani nelle più importanti stazioni radio.

## Formazione
- Cornel Ilie
- Nicu Sarghe
- Bogdan Crucianu
- Gabi Maga